# Ferula songarica
Ferula songarica là một loài thực vật có hoa trong họ Hoa tán. Loài này được Pall. ex Schult. mô tả khoa học đầu tiên năm 1820.